# Tafilalt

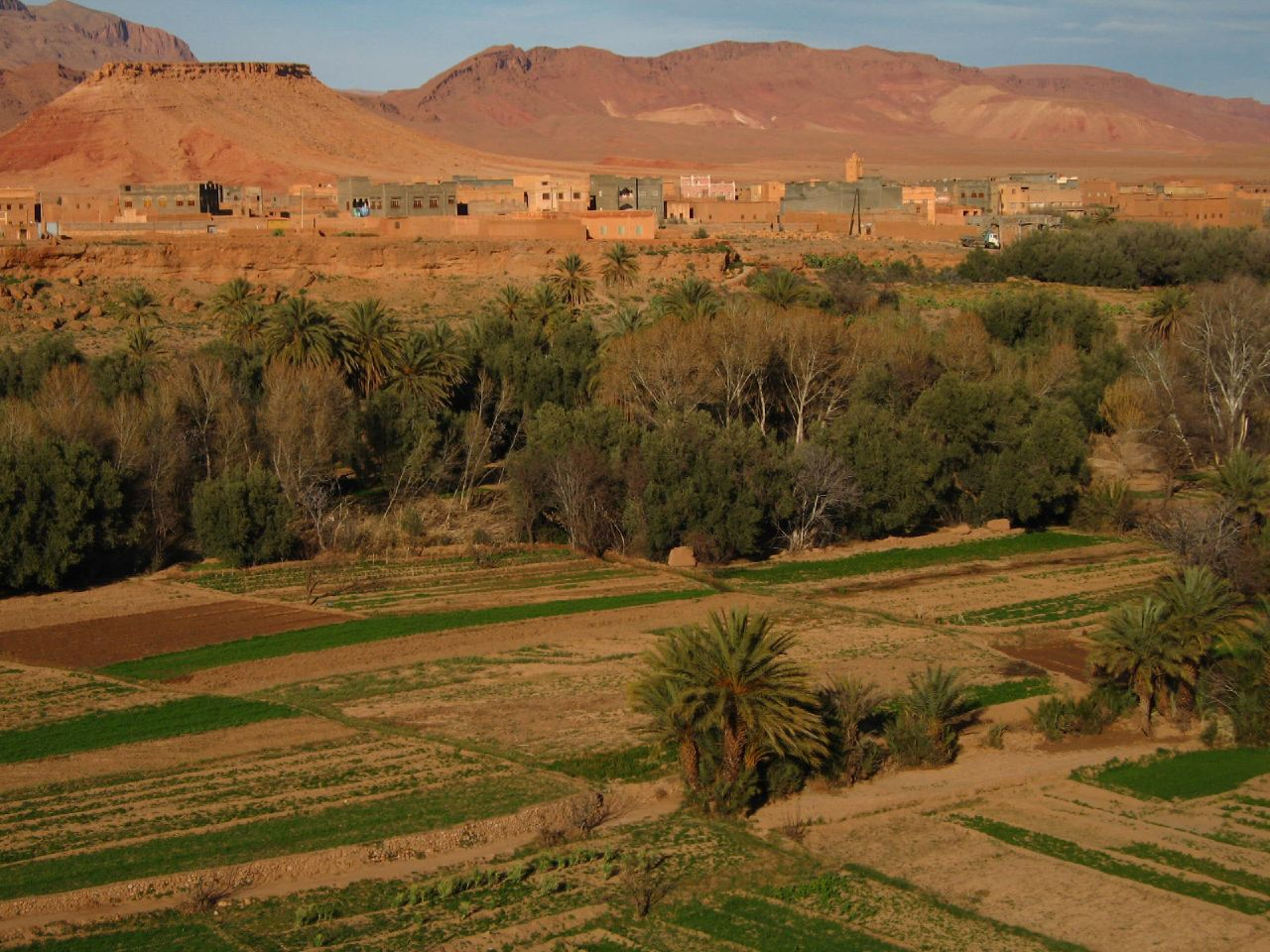
Un oasi a Erfoud, a la regió de Tafifelt

El Tafilalt, Tafilelt o Tafilalet (amazic: ⵜⴰⴼⵉⵍⴰⵍⵜ, Tafilalt; àrab: تافيلالت, Tāfīlālt) és una regió històrica situada al sud-est del Marroc. És un conjunt d'oasis que eren tradicionalment punts d'arribada al Magrib de les caravanes transaharianes. Avui, el Tafilelt correspon a la província d'Errachidia, antiga Ksar es-Souk i el forma la conca del uadi Ziz. Forma part, des del 1997, de la regió de Meknès-Tafilalet. El Tafilelt ha sofert molt per l'establiment d'una frontera entre Algèria i el Marroc, i de les tensions que sobrevenen de manera periòdica entre els dos països. La ciutat principal actual n'és Rachidia i antigament ho fou Sigilmasa; al segle xix i començament del XX, el conjunt d'assentaments urbans a l'entorn de l'antiga Sigilmasa foren anomenats Tafilalt i considerats una ciutat que va arribar a tenir 200.000 habitants.
En àrab, els habitants de la regió són anomenats filalís.
El Tafilelt ha tingut un paper important en la història del país. L'antiga Sijilmassa va veure néixer el 1640 la dinastia alauita. El rei actual, Mohammed VI, pertany a aquesta dinastia: és el descendent directe de Mawlāy al-Rašid (1660-1672), el primer soldà i el fundador de la dinastia alauita.

## Història

### Fins alseglexiv
Fins al segle xiv, la seva història és la mateixa que la de Sigilmasa, fundada al segle viii, i que va eclipsar altres centres anteriors com Ziz, Tudgha i Targha. Fou seu de la dinastia kharigita dels midrarites, que es va estendre cap a la regió del Draa; el 976/977 fou ocupada pels zenetes maghrawa que van fundar l'emirat maghrawa de Sigilmasa, en general aliat al califat de Còrdova (fins que va desaparèixer de fet el 1012); l'emirat fou conquerit pels almoràvits el 1054/1055 i els va pertànyer fins a la conquesta almohade, el 1140.
El nom de Tafilalt apareix sempre en les fonts com Sigilmasa, o el Sus al-Aksa. El 1204, hi va haver una revolta sanhadja-fatimita (xiïta) a causa del fet que els sanhadges es consideraven víctimes dels governadors maghrawins zenetes. El 1230 i 1235, Sigilmasa fou refugi d'un califa almohade expulsat de Marràqueix. El 1257, Sigilmasa fou ocupada per Abu-Yahya Abu-Bakr ibn Abd-al-Haqq mercès a la traïció del governador almohade que li va lliurar la ciutat; però a la mort d'Abu Yahaya uns mesos després (1058), Sigilmasa va reconèixer de nou el sobirà almohade Abu-Hafs Úmar al-Murtada. El 1264, fou ocupada per Abu-Yahya I Yaghmuràssan ibn Zayyan, fundador de la dinastia zayyànida de Tlemcen, amb el suport dels àrabs Makil establerts al rerefons de la regió. El 1274, el marínida Abu-Yússuf Yaqub ibn Abd-al-Haqq va ocupar finalment la ciutat.
Sigilmasa va continuar sent el centre de la regió. El 1315, el príncep Abu Ali, revoltat contra el seu pare Abu-Saïd Uthman ibn Yaqub, es va sotmetre i va rebre el govern de Sigilmasa i tot el sud de l'Atles; va fer una política autònoma i, amb els suport dels Makil, es va estendre cap a les posicions saharianes de Tuwat, Tigurarin i Tamentit; revoltat per segona vegada, fou derrotat el 1322, però el seu pare li va permetre conservar el govern del sud del país (fins al Sus al-Aksa), que va conservar fins a tres anys després, quan el seu germà Abu-l-Hàssan Alí ibn Uthman va pujar al tron marínida a Fes, el 1331; el nou soldà va assetjar Sigilmasa el 1334 i la va ocupar, però va donar el govern al seu fill Abu-Inan (després soldà Abu-Inan Faris al-Mutawàkkil ibn Alí); va concedir feus als Makil (amb dret de recaptar impostos) i consolidà el seu poder sobre el dels amazics. Quan va pujar al tron Abu-Amr Taixfín ibn Alí (1361, només va governar uns mesos), els zayyànides, amb el suport dels Makil, van proclamar a Sigilmasa un pretendent, Abd al-Hatim ibn Abu Ali, que va ser portat des de Granada on vivia i fou reconegut pels xeics i caps religiosos, pels ciutadans de Sigilmasa i pels àrabs de la regió, però el 1363 fou expulsat pel seu germà Abd al-Mumin, cosa que va permetre poc després la recuperació de Sigilmasa pel soldà Abu-Zayyan Muhàmmad ibn Alí (1361-1365); encara els zayyànides o abdalwadites van fer algun intent més per establir un pretendent marínida aliat a Sigilmasa, i en fou el més important el que va afavorir Abd-ar--Rahman ibn Bayaflusan ibn Abi-Ali, que va tenir habitualment el suport dels Makil, però no va durar gaire.

### Edat mitjana
Sigilmasa va quedar deserta el 1393. Les causes no en són conegudes. Els Makils van imposar-se sobre els amazics de la regió entre el segle xiii i el XV. En aquest temps, el Tafilalt patia una crisi econòmica en l'agricultura, ja que fora de la producció de dàtils, l'aigua era insuficient per a altres cultius de manera important. Les rutes comercials van estar actives per a Sigilmasa fins al segle xiv a causa de la presència dels hilàlides al Magrib oriental, però al segle xiv la situació es va estabilitzar i la ruta va entrar en decadència; altres rutes saharianes com la de Tagdawust, al llarg de la costa Atlàntica, van començar a ser utilitzades i, al segle xvi, els productes que venien de Tuwat es desviaven cap als territoris turcs algerians i Tunísia. El 1502, Lleó l'Africà que va estar set mesos al Tafilalt; descriu la ruïna de la ciutat i esmenta la dispersió dels habitants pels ksurs de la zona, dels quals tres (Tabusamt, Mamun i Tandjwit) semblen ser les hereves de la ciutat (especialment la primera), però la ruta de comerç encara subsistia als ksurs. A la primera meitat del segle xvi, els songhais controlaven les salines de Teghaza al desert (avui a l'extrem nord-oest de Mali), però la dinastia sadita des del 1533 va dominar el sud del Marroc i va començar a voler controlar les rutes saharianes, dominant Tuwat i després Songhai. Ahmad al-Mansur (1578-1603) va enviar expedicions a Tombuctú; els sadites, sembla que intentaven restablir les rutes comercials saharianes a través del Talilalt i rebre un flux de caravanes al Marroc evitant-ne el desviament. El 1606, Zaydan Abu-l-Maali, en conflicte amb els seus germans, es va refugiar al Tafilalt, on va trobar força or procedent de l'Àfrica negra, cosa que mostra que el comerç hi era actiu. Però, des de la mort d'Àhmad al-Mansur, el poder sadita es debilitava i el comerç es va tornar a desviar cap a Alger i Tunísia al segle XVII; en aquest segle, apareixen en les fonts dues confederacions amazigues, els Ait Atta i els Ait Yaflman, que vivien a les muntanyes a la rodalia de l'antiga Sigilmasa; aquestes confederacions s'haurien format al segle xv com a reacció al predomini àrab, encara que no siguin esmentades fins després del 1600. Els Ait Atta hi van exercir l'hegemonia a partir del segle xvii. Entre 1609 i 1614, el sufita Abu Maali o Abu Mahalli al-Sigilmasi, natiu del Tafilalt on la seva família havia desenvolupat una zawiya, es va revoltar i acusà els sadites de pactar amb els cristians, i es va proclamar soldà; ocupà Marràqueix i el Tafilalt, i es va fer reconèixer a Tombuctú, però finalment va resultar mort. Els seus fills van intentar seguir la revolta sense èxit.
La torxa rebel, la va recollir llavors el cap de la zawiya del Sus, Bu Hassun (Abu l-Hassan Sidi Ali ibn Muhammad al-Samlali), sota el qual es van repetir a grans trets els fets de la revolta d'al-Mahalli; va dominar Tarudant, la regió del Draa, Tafilalt, Teghaza i Tombuctú i va organitzar un regne basat en el comerç de l'or com a intermediari entre els europeus que arribaven a Agadir i els africans; el seu centre fou Iligh (on tenia la seva zawiya) i el segon lloc destacat n'era Tagdaoust o Tagdawust, però no pas el Tafilalt, que això no obstant controlava com a lloc essencial per al comerç; va dominar la regió fins vers el 1640. Bu Hassun va sembrar la llavor de la destrucció del seu regne en enfrontar-se amb una família de xurfes (xorfa) instal·lats al Tafilalt des del segle xiii, cosins dels sadites i arribats com ells d'Aràbia; la seva residència era al uadi Ifli, al lloc de l'antiga Sigilmasa, pujant per uadi Ziz una mica més amunt de Tabusant; aquestos xorfes controlaven l'aigua i Tabusant era el punt més meridional d'arribada del comerç saharià en què havien participat (al segle xvi, i s'havien enriquit). Les lluites pel Tafilalt entre Bu Hassun i la zawiya d'al-Dila, situada a la regió entre Khénifra (àrab Khnifra) i els colls de l'Atles i que buscava estendre la seva influència cap al nord, aprofitant la debilitat del poder sadita; els xurfes de Tafilalt es van erigir en defensors dels habitants de la regió agafats enmig dels dos poder en lluita i van rebre el suport dels amazics de l'Atles Mitjà i Central, principalment del grup sanhadja; van escollir per cap Mulay Ali Xerif, i el seu fill Sultan Abul Amlak Sidi Muhammad I al-Sharif ibn Ali (1631), que va exercir fins al 1636 (+1659); en aquest any va atacar Tabusamt, que refusava prestar-li obediència (bay'a) i on Bu Hassun tenia una guarnició; llavors, fou fet presoner; el va succeir el seu fill Mulay Muhammad II, que durant 20 anys es va esforçar per crear-se un principat al Marroc oriental sense gaire èxit. Per un temps, va haver de reconèixer l'autoritat de la zawiya d'al-Dila, que va recuperar Sigilmasa, però el 1663 va poder restaurar la seva posició amb el suport de les tribus àrabs d'Algèria occidental. El 1664, Muhammad II, enfrontat al seu germà rebel Mulay al-Rashid, va témer que aquest (que havia augmentat el seu poder després d'apoderar-se de les riqueses d'un jueu ric (Ibn Mashal), amb què va poder comprar el suport dels àrabs Makil i els amazics Ayt Isnassen) atacaria Sigilmasa, i el va anar a enfrontar a la plana d'Angad; Muhammad II ibn Sharif va morir en la batalla (2 d'agost del 1664) i les seves forces es van passar a Mulay al-Rashid. Poc després, aquest s'apoderava de Taza (Marroc), on es va proclamar soldà el 22 d'octubre del 1664 i hi fundava la dinastia alauita. Va iniciar, tot seguit, la lluita contra els grups marabuts que dominaven la costa atlàntica sotmetent el nord del país; el 1668, va demolir la zawiya d'al-Dila i va estendre el seu poder a tot el Marroc (1669). Tradicionalment, un khalifa va representar la dinastia al Tafilalt.

### Història moderna
Després de l'establiment del protectorat el 1912, quan es va produir la partició del Marroc entre França i Espanya, la regió de Tafilalt era un centre agrícola i comercial i el conjunt d'establiments eren considerats la tercera ciutat del país, rivalitzant amb Fes i Marràqueix, amb no menys de 150.000 habitants. Era també un centre de proveïment d'armes per als nòmades i sedentaris de la regió, i un refugi per als elements rebels que atacaven els francesos a la frontera amb Algèria i que atacaven les caravanes que encara feien el comerç saharià. El khalifa de Tafilalt, Mulay al-Mahdi, cansat de pagar les multes que les potències protectores li imposaven pels saquejos de caravanes en què tenien interessos, va demanar als francesos de restaurar l'ordre a la zona de Tafilalt. Els francesos estaven interessats en l'ocupació efectiva de Tafilalt, ja que obrien el camí de l'Alt Atles i el Djebel Saghro. Els francesos, que controlaven els territoris de les tribus dels daddes i els draa, lleials al paixà de Marràqueix, Thami El Glaoui (Al-Haj T'hami al-Mezouari al-Glaoui), van enviar una missió a Ighmart, que havia estat fortificada el segle xix per Mulay Hassan (Hassan I). El amazics Ait Atta es van oposar a la presència francesa, però foren derrotats i els francesos van establir una sèrie de posicions militars a la vora de Tafilalt i van reclutar nadius per servir en les forces colonials, però sense poder controlar la regió, que es va resistir fins al 1933. El 1916, un príncep reial, Mulay Abdallah, fill de Hassan I i germà del califa, va encapçalar la resistència contra els francesos i va agafar probablement el títol de soldà. La seva bandera fou la vermella de la dinastia. El 1917, els francesos van iniciar-hi operacions i, del 1918 al 1932, van destruir les viles rebels i el camps i infraestructures de rec.
Entre les batalles, cal esmentar les de la rodalia de Timhadit a l'Atlas Mitjà central (Jbel Hayyane, Koubbat, i d'altres), relacionades amb l'abastiment de la posició francesa de Beqrit, i que van durar fins a 1919; la vall d'Oulad Ali, (Atlas Mitjà oriental) amb batalles intenses el 1926, quan un fortí francès fou capturat, i la victòria francesa sobre Sidi Raho a Taffert; Ayt Yâqoub, al vessant sud del Djebel Ayyachi, on un destacament francès fou delmat pels Ayt Hadiddou i Ayt Morghad, i quedaren els francesos assetjats i foren salvats en darrer terme per una columna de socors el maig-juny del 1929; Zaouia Sidi Yahya, lloc capturat pels francesos el juny del 1931; el massís del Tichoukt (2.796 metres) entre Boulmane i l'Oued Seghina, que fou el darrer reducte de la resistència dels Ayt Seghrouchen a l'Atles Mitjà el 1932; Djbel Tazizaout (2.677 metres), amb una ferotge resistència dels rebels del 23 d'agost al 13 de setembre del 1932; el combat de Msedrid l'1 de maig del 1933; Tizi n-Hamdoun o Djbel Baddou, bastió muntanyós on el juliol-agost del 1933 els Ayt Hadiddou i els Ayt Morghad, dirigits per Ali Ou-Termoun i Zayd Ou-Skounti van lliurar el darrer combat; i Todgha, a pocs quilòmetres de Tinghir, on la primavera del 1936 va morir el darrer resistent de l'Alt Atles, Zaid Ouhmad.
La rebel·lió d'Abd el-Krim al Rif del 1921 al 1926 va contribuir a l'agitació i resistència en aquesta zona del sud-est del Marroc, però finalment el 1932, els francesos sota el general Giraud van poder establir el districte militar de la regió de Tafilalt i van imposar una administració de comunes rurals o qayadats a la vall del Ziz, liquidant l'estat de Tafilalt. La posició dels àrabs i amazics (i especialment dels seus notables) fou privilegiada, i els haratine, la classe social més baixa, formada per gent de pell fosca, suposats descendents de negres del sud, va quedar afectada i van haver de buscar feina fora de la regió. La capital regional es va establir a Er-Rachida (àrab, al-Rashidiya) antiga Ksar al-Souk (Ksar al-Suk); l'altra ciutat important n'era Erfoud (Erfud); les dues estaven enllaçades amb Azru, Fes i Meknès; a 15 km al sud d'Azru, hi ha Risani (al-Risaniya), un antic ksar construït per Mulay Ismail (1672-1727) al segle xviii i antic centre de caravanes cap al Sudan occidental; al costat de Risani, hi ha el mercat de Bu Amm i la zawiya de Mulay Ali al-Xerif (de vers 1630/1640, ancestre de la dinastia regnant dels alauites i dinastia Filali i les ruïnes de Sigilmasa, amb la kasba destruïda pels Ait Atta el 1818; Risani ha estat rebatejada fa uns anys com a Moulay Ali Cherif.